# 医药学院大厦
医药学院大厦（英語：College of Medicine Building）是位于新加坡中央医院建筑群内的一座历史建筑物。于2002年12月2日获指定为新加坡國家古蹟。

## 历史
1926年完工，与相邻的陈德源大楼为新加坡医学教育史的重要一环，是新加坡首间医学院的所在地。